# Radio 1 Sportzomer
Radio 1 Sportzomer is een nieuws- en sportprogramma op Radio 1, dat dagelijks wordt uitgezonden van 8 juni 2012 tot en met 12 augustus 2012. Het programma is verdeeld in vier blokken en duurt van 10:00 tot 23:00. Het programma wordt door meerdere omroepen gemaakt en uitgezonden rond het EK Voetbal, de Tour de France en de Olympische Spelen.
Ook in 2016 is er een editie van Radio 1 Sportzomer. Dit keer worden de normale programma's uitgezonden, tussen 9:30 en 23:00 onder de noemer Radio 1 Sportzomer. 

## Presentatie
Blok 1, 10:00-13:00:
- ma t/m vr: Willemijn Veenhoven (BNN) en Tijs van den Brink (EO)
- weekend: Bas van Werven (TROS) en Bert van Slooten (VARA)
- Olympische Spelen: Willemijn Veenhoven (BNN) en Felix Meurders (VARA)

Blok 2, 13:00-16:00:
- ma t/m vr: Jurgen van den Berg (NCRV) en Dione de Graaff (NOS/Sport)
- weekend: Govert van Brakel (Omroep MAX) en Jeroen Stomphorst (NOS/Sport)
- Olympische Spelen: Jurgen van den Berg (NCRV) en Jack van Gelder (NOS/Sport) of Dione de Graaff (NOS/Sport)

Blok 3, 16:00-20:00:
- ma t/m vr en Olympische Spelen: Tom van 't Hek (NOS/Sport) en Lucella Carasso (NOS/Nieuws)
- weekend: Tom van 't Hek (NOS/Sport) en Tim Overdiek (NOS/Nieuws)

Blok 4, 20:00-23:00,
- ma t/m vr en Olympische Spelen: Robbert Meeder (NOS/Sport) en Herman van der Zandt (NOS/Nieuws)
- weekend: Robbert Meeder (NOS/Sport) en Deborah Blekkenhorst (NOS/Nieuws)

## Trivia
- Op 14 en 15 juni werd Dione de Graaff vervangen door Jeroen Stomphorst
- Op 18 juni werd Dione de Graaff vervangen door Govert van Brakel